# Freya Saeys
Pour les articles homonymes, voir Saeys.
Freya Saeys, née le 31 janvier 1984 à Gand est une femme politique belge flamande, membre de OpenVLD.
Elle est master en médecine (VUB, 2009), puis master en médecine générale (VUB, 2012); médecin généraliste.

## Fonctions politiques
- conseillère CPAS à Lebbeke (2013-)
- députée au Parlement flamand :
  - depuis le 25 mai 2014
- sénateur fédéral
  - depuis le 11 janvier 2019

## Décoration
- Chevalier de l'ordre de Léopold (2024)[1].